# ジョサマイシン
ジョサマイシン (INN：josamycin) は、16員環マクロライド系抗菌薬の1つである。ロイコマイシンA3とも言う。2019年現在、様々な地域で販売されている。

## 生産
一般に微生物は様々な類似二次代謝産物を生産する。ジョナサマイシンは、ジョサマイシンのみを生合成するように育成されたStreptomyces narbonensisの変異株josamyceticus novaを使って生産される。
ジョナサマイシン（ロイコマイシンA3）は、Streptomyces kitasatoensisによって生産されるキタサマイシンの成分の1つである。
ジョサマイシンと同様に、ロイコマイシン類に関連した他のマクロライド系抗菌薬としては、ロイコマイシンA5の一部を化学修飾したロキタマイシンなどが知られる。

## 作用機序
他のマクロライド系抗菌薬と同様に、ジョサマイシンも細菌のリボゾームの50Sサブユニットに作用し、タンパク質の合成を阻害する。最小発育阻止濃度を超えた場合に、静菌的に作用する。この濃度を下回ると、仮にジョサマイシンに耐性が無くとも、細菌は再び増殖を開始する。よって、適切な量を適切な間隔で使用して、ジョサマイシンに耐性を有さない細菌の増殖が抑制されている間に、感染を受けた宿主側の白血球や補体などによって、細菌が攻撃されて排除される必要が有る。

## 効能効果

### 適応菌種
本剤に感受性のブドウ球菌属、レンサ球菌属、肺炎球菌、赤痢菌、マイコプラズマ属。

### 適応症
本剤に感受性の細菌に起因する、表在性皮膚感染症、深在性皮膚感染症、リンパ管・リンパ節炎、慢性膿皮症、外傷・熱傷及び手術創等の2次感染、乳腺炎、咽頭・喉頭炎、扁桃炎、急性気管支炎、肺炎、慢性呼吸器病変の2次感染、膀胱炎、精巣上体炎（副睾丸炎）、感染性腸炎、涙嚢炎、麦粒腫、中耳炎、副鼻腔炎、化膿性唾液腺炎、歯周組織炎、歯冠周囲炎、上顎洞炎、顎炎、猩紅熱。

## 副作用
足の浮腫の症例報告が存在する。